# Otto Thilenius

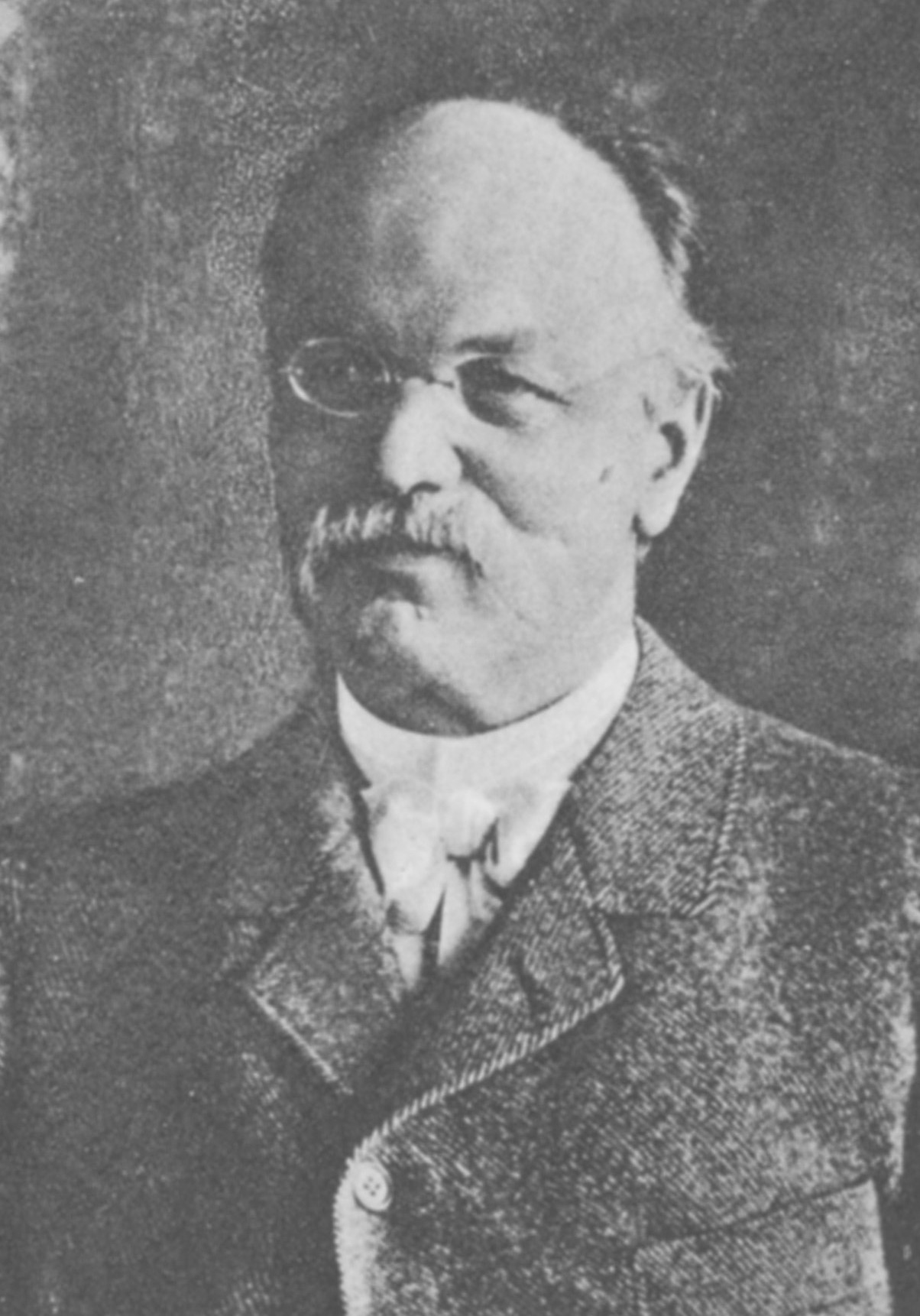
Otto Thilenius, um 1920

Otto Thilenius (* 6. August 1843 in Höchst am Main; † 15. Dezember 1927 in Bad Soden am Taunus) war ein deutscher Badearzt und Balneologe. 

## Leben
Otto Thilenius war ein Sohn des gleichnamigen Bad Sodener Badearztes und Obermedizinalrats Dr. Otto Heinrich Thilenius (1800–1867) und dessen Ehefrau Adeline Johanna Henriette Helene, geborene Haas (1816–1892),  Tochter des Unternehmers Johann Daniel Haas. Der Großvater Moritz Gerhard Thilenius hatte die Dynastie von Badeärzten begründet. Otto Thilenius jun. studierte Medizin an den Universitäten Heidelberg und Göttingen. In Heidelberg wurde er Mitglied des Corps Suevia und in Göttingen bei Hannovera. Nach dem 1869 bestandenen Medizinischen Staatsexamen vervollkommnete er seine Ausbildung zunächst in Wien, München und Berlin.
Im Deutsch-Französischen Krieg diente er als Militärarzt im Hauptquartier der 3. Armee und nahm an der Deutschen Reichsgründung am 18. Januar 1871 im Spiegelsaal des Schlosses Versailles teil. Als promovierter Dr. med. ließ er sich 1872 als Badearzt in Bad Soden nieder und knüpfte so an die Aufbauleistungen seines Vaters und seines älteren Bruders Georg an. Otto Thilenius wurde sowohl waldeckscher wie auch preußischer Geheimer Sanitätsrat. Er wirkte im Vorstand der Balneologischen Gesellschaft mit und wurde deren Ehrenmitglied, wie auch der Centralstelle für Balneologie. Er war als Redakteur über viele Jahre für den wissenschaftlichen Teil des bei Rudolf Mosse verlegten Bäder-Almanachs verantwortlich. Gemeinsam mit seinem Bruder Georg und den weiteren Sodener Badeärzten Dres. Haupt, Stöltzing, Köhler und Fresenius errichtete er 1884 das erste Sodener Inhalatorium, das bereits 1912 durch einen größeren Neubau ersetzt wurde.
Sein Sohn Otto G. Thilenius (1885–1950) wurde ebenfalls Arzt und Balneologe in Bad Soden.